# MQ-1 프레데터

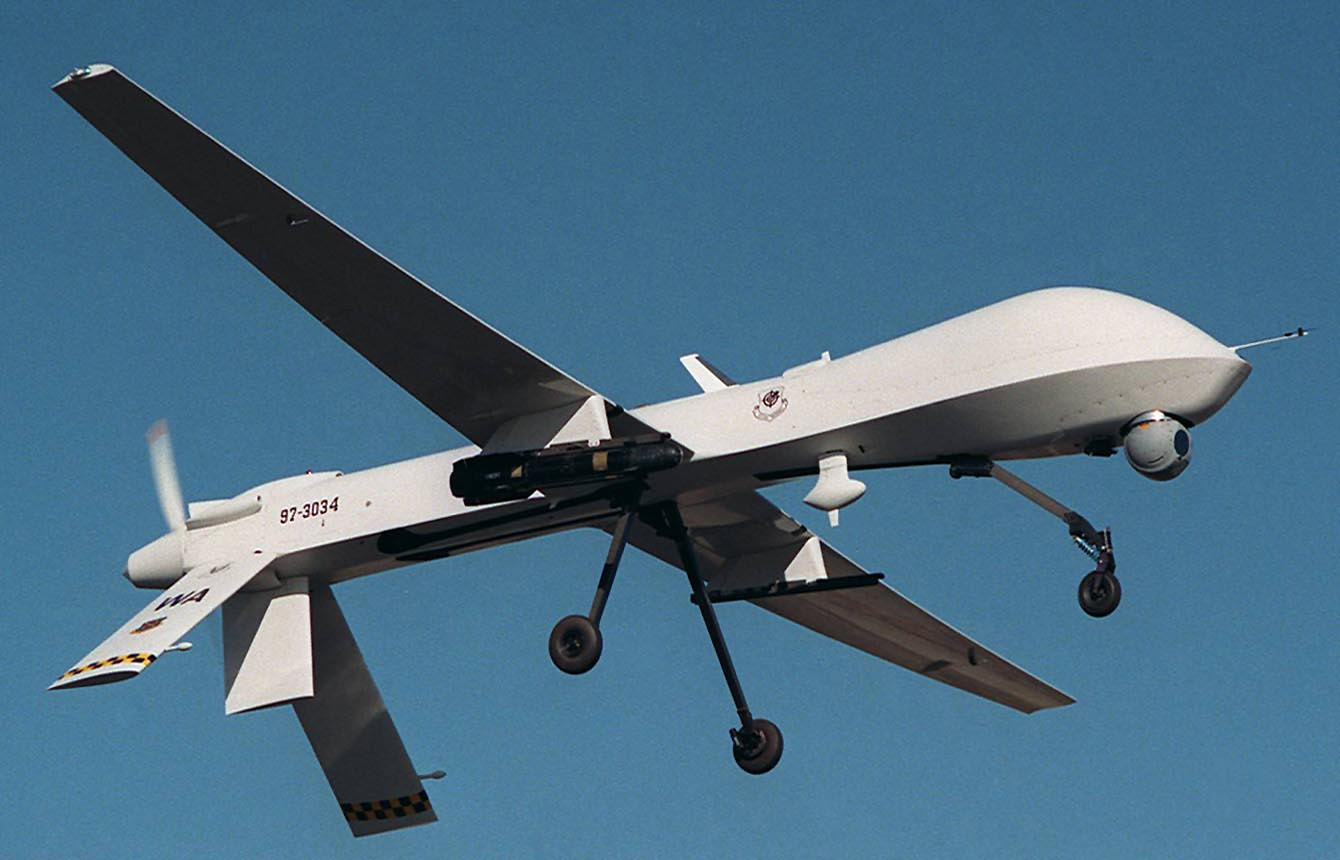
AGM-114 헬파이어 미사일을 장착한 프레데터

MQ-1 프레데터(영어: General Atomics MQ-1 Predator)는 미국의 MALE(중고도 장시간 체공:medium-altitude, long-endurance) UAV 시스템이다. 이것은 정찰 뿐 아니라, AGM-114 헬파이어 미사일과 같은 무기도 장착할 수 있다. 1995년부터 아프가니스탄, 보스니아, 코소보, 이라크, 예멘 등에서 실전에 사용되었다.
MQ-1 프레데터는 UAV가 아니라, 시스템이다. 완비된 작전용 시스템은 4대의 UAV, 지상 통제소(GCS:ground control station), 위성통신시스템, 55명의 운용요원으로 구성된다.

## 개요
프레데터의 대당 가격은 50억원으로, KT-1의 가격과 같다. 2011년 카다피 사망의 공습에서, 미국 네바다주 라스베가스 인근의 크리치 공군 기지에서 WGS 위성을 통해 원격조종했다. 프레데터에는 WGS 위성 호환 SATCOM 송수신기가 탑재된다.
미국 정부는 해외에 군인 1명을 파견하면 연간 100만 달러의 비용이 발생하는 것과 비교하면 드론으로 작전을 수행하는 것이 훨씬 경제적이라고 본다.

## 외양
무게 1톤인 프레데터는 수직꼬리날개가 모두 아래쪽을 향해 있다. 반면에 무게 5톤인 리퍼는 Y자 모양의 꼬리날개를 갖고 있다.

## 파생형
- MQ-1C 워리어 - 헬파이어 미사일을 2발 더 탑재하여 총 4발을 발사할 수 있다.
- MQ-9 리퍼 - JDAM이나 재래식 폭탄까지 장착가능하다. 프레데터B라고 불렸다. 프레데터가 1톤 무게 항속거리 1000 km 인데 비해, 리퍼는 5톤, 항속거리 6000 km이다.

## 제원
일반 제원
- 승무원: 0명

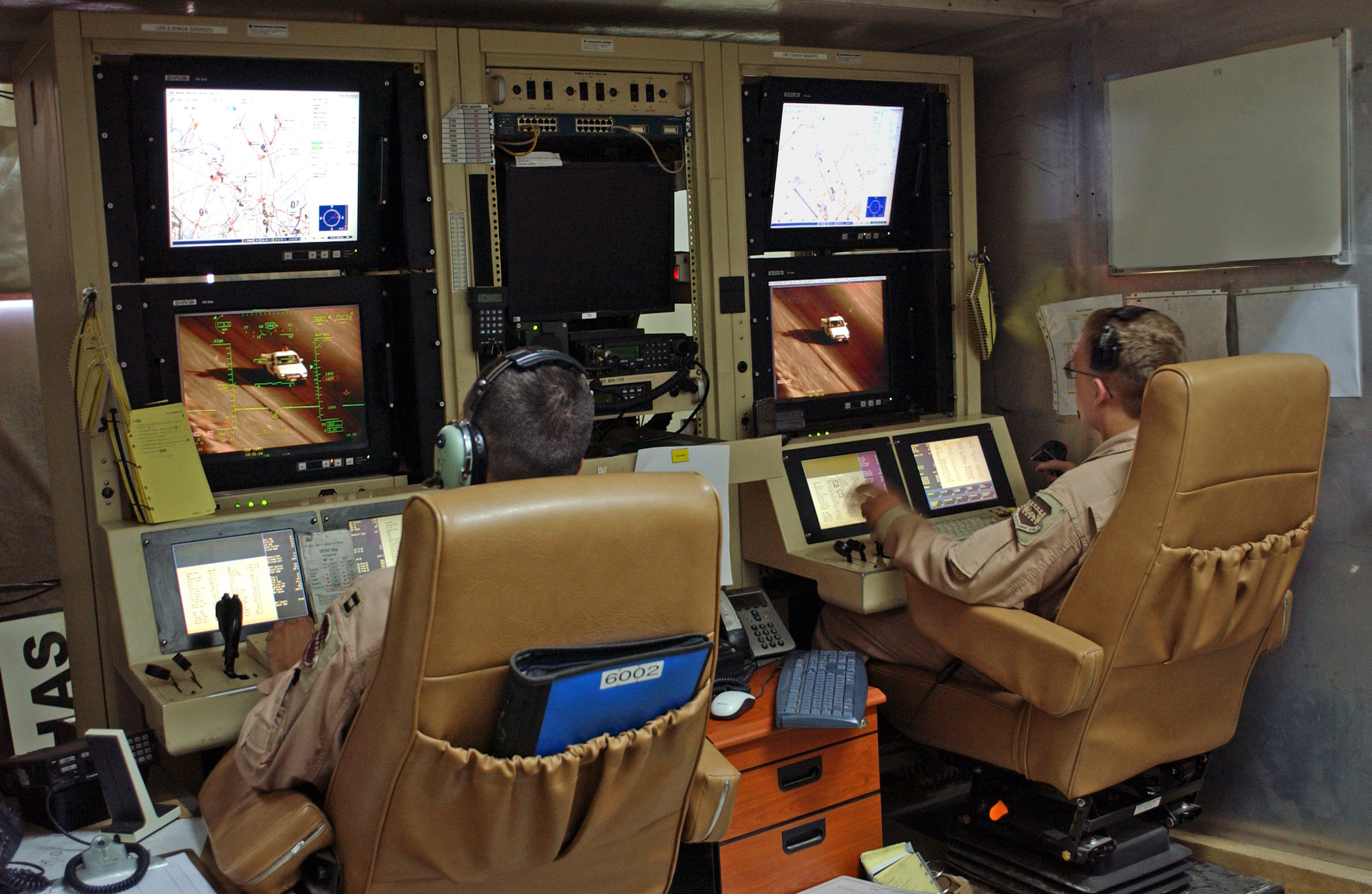
프레데터의 원격 조종실. 조종사와 센서 오퍼레이터 2명이 1대의 프레데터를 조종한다. C 밴드로 근거리 조종을 하며, KU 밴드로 위성 원격조종을 한다.

- 원격 조종사: 2명 (조종사 1명, 센서 오퍼레이터 1명)
- 길이: 8.22 m
- 폭: 14.8 m
- 높이: 2.1 m
- 순 기체 중량: 512 kg
- 최대 이륙 중량: 1,020 kg
- 엔진: 로택스 912 또는 로택스 914
- 엔진 종류: 4실린더 엔진
- 엔진 출력: 101 hp

성능
- 최고 속도: 222 km/h (120 노트)[6]
- 순항 속도: 130 km/h ~ 167 km/h(70노트 ~ 90노트)[6]
- 실속 속도: 100 km/h
- 최대 상승 고도: 7,620m (RQ-1A, RQ-1B)

무장
- AGM-114 헬파이어 2발 또는
- AIM-92 스팅어 4발 또는
- 그리핀 미사일 6발

## 같이 보기
- 영화 스카이라인(영화)
- KUS-FS
- TAI 안카
- 성층권 비행선